# Aloe altimatsiatrae
Aloe altimatsiatrae é uma espécie de liliopsida do gênero Aloe, pertencente à família Asphodelaceae.